# Pequeño Bush
Pequeño Bush (en inglés Lil' Bush) es una serie de televisión que relata la vida de niño del ex Presidente estadounidense George W. Bush. En Latinoamérica, se emitió en Animax.

## Historia de la Serie
La serie comenzó a retransmitirse a través de internet en el 2006, y logró cierta fama; de ahí pasó a las pantallas de los celulares, y por último se empezó a transmitir en Comedy Central. 

## Argumento
La serie trata sobre las aventuras de George W.Bush (hijo), un niño malcriado que vive en la Casa Blanca con sus padres y que va al colegio. Sus enemigos son los demócratas. La serie toma lugar cuando George H. W. Bush es presidente, aunque entran temas de política actual como la guerra de Irak. La mayoría de las veces, la serie se centra en las travesuras de Lil' George y sus amigos, y los enredos políticos que causan con estas. En esta serie, se tratan temas que causan controversia en la política actual norteamericana, como la inmigración mexicana, la guerra de Irak, calentamiento global, entre otros.

## Personajes principales
- Lil' George (George W. Bush): Líder de la banda y protagonista de la serie. La mayoría de las veces toma decisiones sin pensar en las consecuencias y es seguido en sus peripecias por sus amigos. Está enamorado de la niña nueva de la escuela, Lil' Laura. Parece no entender que Lil' Condi es mujer.
- Lil' Cheney (Dick Cheney): uno de los amigos de Lil' Bush, su forma de hablar es extraña, donde se entienden tan solo unas pocas frases. Sus amigos parecen entenderlo perfectamente. Es violento y sanguinario, al punto de tener la costumbre de arrancarle la cabeza a las aves y beber su sangre o devorarlas. Su padre es mostrado como Darth Vader.
- Lil' Condi (Condoleezza Rice): única mujer del grupo, enamorada de Lil' Bush, quien no la aprecia y constantemente la trata como a un hombre. Es la única con un sentido más crítico y actúa como la conciencia del grupo, pero por desgracia de ella, nunca es escuchada por los demás.
- Lil' Rummy (Donald Rumsfeld): es el aparentemente el más inteligente del grupo, pero cuenta con un lado sádico, producto de los abusos que sufre de su padre.
- George H.W. Bush (padre): el presidente de los Estados Unidos. Se le muestra increíblemente débil físicamente, y con un amor incontrolable por las tostadas con sal. Su moral y sus acciones están completamente basadas en la opinión de los votantes, por lo que muchas veces tiene contradicciones en sus acciones. También es altamente alérgico a los asiáticos, y cuando ve uno, vomita inevitablemente (esto es una referencia a la visita de George H. W. Bush a Japón, donde el 8 de enero de 1992, vomitó sobre las piernas del primer ministro Japonés en una cena de honor).
- Barbara Bush: La sexualmente frustrada esposa del Presidente. De acuerdo a George H. W. Bush, ella es un "frankenstein de partes de presidentes muertos", ya que su cabeza sería la de George Washington y su cuerpo el de William Howard Taft.
- Jeb Bush: Hermano de Lil' Bush. es prácticamente indestructible, pero mentalmente retrasado. Es tratado como una mascota, a la que se le pasea, tiene un collar anti-pulgas y come de un tazón en el suelo con su nombre. Durante un capítulo, recibió un golpe en su cabeza con una sartén, y comenzó a hablar normal, pero a la vez, se volvió abiertamente crítico del gobierno de su padre y sus decisiones. regresa a su estado "normal", luego de que lo volvieran a golpear en la cabeza con una sartén.

## Personajes secundarios

### Demócratas
- Lil' Hillary (Hillary Clinton): Novia de Lil' Bill, trabaja en una clínica de abortos después de clases, "solo por diversión". Se le muestra como una supuesta lesbiana o bisexual, luego de besar a Lil' Condi.
- Lil' Bill (Bill Clinton): Novio de Lil' Hillary, un chico popular en la escuela, que constantemente engaña a su novia.
- Lil' Barack Obama (Barack Obama): se burla constantemente de Lil George. Durante unos capítulos, comandó la banda de este, luego de que los abandonara por Lil' Tony Blair. Contesta a cualquier pregunta con "Yes, we can" (Si, nosotros podemos).
- Lil' Al Gore (Al Gore): siempre diciéndole a otros que sean amistosos con el ecosistema. Posee una casa extremadamente ambientalista, con muchos inventos creados por él. Entre ellos una máquina del tiempo, y una malla de cuerdas (en inglés, "net") que está amarrada, según él interconectada, él llama a este invento "Inter-Net". Lil' George se burla constantemente de su leve sobrepeso, solo para evitar que escuchen lo que dice.
- Lil' John Edwards (John Edwards): obsesionado con su cabello, en referencia a los cortes de cabello de 400 USD que gasta el real John Edwards.
- Lil' John Kerry (John Kerry): aburre a la pandilla con su voz. Ama el ketchup, y dice que algún día se casará con él.

### Otros Políticos Americanos
- Lil' John McCain: Ama la leche con chocolate. En una oportunidad desobedece a Lil' George. Como venganza, Lil' George detiene a Lil' John como una medida de protección de su política anti-hippies (el miedo a los hippies es causado por el mismo Lil' George). Lil' Rummy le quita el cerebro a Lil' John, y desde ese momento, se vuelve un zombi que obedece todo lo que diga Lil' George.
- Lil' Rudy Guiliani (Rudolph Giuliani): usa constantemente los números 9-11 y haría cualquier cosa con tal de "evitar que los terroristas ganen hoy".
- Lil' Mike Huckabee: ha intentado comprar la Casa Blanca. Además, es íntimo amigo de Lil' Chuck Norris.

### Otros
- Lil' Laura (Laura Bush): Objeto del deseo de Lil' George. Nunca habla, solo se le han oído unos gruñidos. Asistió a un campamento para obesos.
- Lil' Kim Jong-Il: estudiante nuevo de intercambio. Lil' George le dice "Kitty" (Gatito). Lil' Kim Jong-Il quiere ser un director de películas en Hollywood, incluso raptando a Kevin Costner. Colecciona Uranio Enriquecido y siempre es seguido por sus 2 matones, Tito y Gilligan.
- Lil' Tony Blair: Un afeminado niño británico, que está en el mismo equipo de porristas que Lil' George. Los dos se volvieron amigos, pero ambas madres trataron de separarlos (La madre de Lil' Tony aparece como la Reina Elizabeth II). Barbara Bush usa la palabra "ser británico", como un eufemismo de homosexualidad, por lo que teme que su hijo siga el mismo camino.
- Neil Bush: hermano mayor de Lil' George. Es drogadicto y hippie, y lo nombran como un loco y bisexual, ya que llegó a la Casa Blanca con dos prostitutas tailandesas, y una de ellas, era trasvesti. Provee a su hermano de LSD para, según él, encontrar el "hippie interior" que todo el mundo posee.
- Lil' Mikey Moore (Michael Moore): Creó un documental llamado "Frankfurter 9/11", sobre como Lil' George torturaba al personal de la cafetería.
- Osama Bin Laden: Usa a sus secuaces, para raptar a Lil' Cheney. Decide sacarle la cabeza y trasplantarla en el mismo.
- Lil' Vladimir Putin: Aparece sin camisa, para mostrar su escultural cuerpo y monta sobre un Oso Ruso, que en realidad es la madre de Vladimir. Vive en la embajada de Rusia, junto a su padre Boris Yeltsin.